# علی‌آباد آق‌حصار
 علی‌آباد آق‌حصار، روستایی از توابع بخش مرکزی شهرستان همدان در استان همدان ایران است.

## جمعیت
این روستا در دهستان هگمتانه قرار دارد و براساس سرشماری مرکز آمار ایران در سال ۱۳۹۵، جمعیت آن ۲۶۷ نفر (۸۴ خانوار) بوده است.